# Liste der Bodendenkmäler in Zöschingen
Auf dieser Seite sind die Bodendenkmäler in der schwäbischen Gemeinde Zöschingen zusammengestellt. Diese Tabelle ist eine Teilliste der Liste der Bodendenkmäler in Bayern. Grundlage ist die Bayerische Denkmalliste, die auf Basis des Bayerischen Denkmalschutzgesetzes vom 1. Oktober 1973 erstmals erstellt wurde und seither durch das Bayerische Landesamt für Denkmalpflege geführt wird. Die folgenden Angaben ersetzen nicht die rechtsverbindliche Auskunft der Denkmalschutzbehörde.

## Bodendenkmäler der Gemeinde Zöschingen

### Bodendenkmäler in der Gemarkung Burghagel
| Lage                 | Objekt                                    | Akten-Nr.     | Bild |
| -------------------- | ----------------------------------------- | ------------- | ---- |
| Burghagel (Standort) | Siedlung vorgeschichtlicher Zeitstellung. | D-7-7327-0054 |      |

### Bodendenkmäler in der Gemarkung Syrgenstein
| Lage                   | Objekt                                      | Akten-Nr.     | Bild |
| ---------------------- | ------------------------------------------- | ------------- | ---- |
| Syrgenstein (Standort) | Grabhügel der Bronzezeit und Hallstattzeit. | D-7-7327-0033 |      |

### Bodendenkmäler in der Gemarkung Zöschingen
| Lage                  | Objekt | Akten-Nr.     | Bild |
| --------------------- | --- | ------------- | ---- |
| Zöschingen (Standort) | Grabhügel der Hallstattzeit. | D-7-7227-0001 |      |
| Zöschingen (Standort) | Freilandstation des Mesolithikums. | D-7-7327-0020 |      |
| Zöschingen (Standort) | Körpergräber des frühen Mittelalters. | D-7-7327-0024 |      |
| Zöschingen (Standort) | Körpergräber des frühen Mittelalters. | D-7-7327-0025 |      |
| Zöschingen (Standort) | Trichtergruben vor- und frühgeschichtlicher oder mittelalterlicher Zeitstellung.                                                                    | D-7-7327-0035 |      |
| Zöschingen (Standort) | Bohnerzgruben vor- und frühgeschichtlicher oder mittelalterlicher Zeitstellung.                                                                     | D-7-7327-0036 |      |
| Zöschingen (Standort) | Burgstall des Mittelalters. Siehe auch: Burg Zöschingen                                                                                             | D-7-7327-0041 |      |
| Zöschingen (Standort) | Grabhügel vorgeschichtlicher Zeitstellung und Viereckschanze der jüngeren Latènezeit.                                                               | D-7-7327-0044 |      |
| Zöschingen (Standort) | Grabhügel vorgeschichtlicher Zeitstellung. | D-7-7327-0045 |      |
| Zöschingen (Standort) | Siedlung des Neolithikums, der Bronzezeit, der Urnenfelderzeit, der Latènezeit und des Mittelalters.                                                | D-7-7327-0085 |      |
| Zöschingen (Standort) | Mittelalterliche und frühneuzeitliche Befunde im Bereich der katholischen Pfarrkirche St. Martin in Zöschingen. Siehe auch: St. Martin (Zöschingen) | D-7-7327-0086 |      |
| Zöschingen (Standort) | Siedlung vor- und frühgeschichtlicher Zeitstellung.                                                                                                 | D-7-7327-0089 |      |
| Zöschingen (Standort) | Grabhügel vorgeschichtlicher Zeitstellung. | D-7-7327-0091 |      |
| Zöschingen (Standort) | Verhüttungsplatz vor- und frühgeschichtlicher oder mittelalterlicher Zeitstellung.                                                                  | D-7-7328-0108 |      |
| Zöschingen (Standort) | Siedlung der römischen Kaiserzeit. | D-7-7328-0339 |      |